# Шлиппе, Фёдор Владимирович
Фёдор Владимирович Шлиппе 3 [15] апреля 1873, Москва, Российская империя — 1951, Деттинген, ФРГ) — председатель Московской губернской земской управы (1913—1915); активный деятель столыпинской аграрной реформы.

## Биография

### Жизнь в России
Родился 3 (15) апреля 1873 года в Москве в Сытинском переулке в родовспомогательной клинике Мальдзиневича. Детство провёл в Таширово, имении отца — верейского уездного предводителя дворянства В. К. Шлиппе. В 1886—1891 годах учился в Петропавловском мужском училище в Петроверигском переулке. Окончив семь классов был вынужден перейти в Екатеринославскую казённую гимназию по месту служения отца. В 1892 году поступил на физико-математический факультет Московского университета (естественно-историческое отделение), где лекции профессора А. П. Павлова определили его особый интерес к геологии. Окончил университет в 1897 году с дипломом первой степени. Для продолжения образования подал прошение о приёме в Московский сельскохозяйственный институт. В этом же году, в июне, его учитель, профессор Павлов, пригласил его участвовать в приёме членов Международного геологического конгресса, который должен был состояться в России; после краткого пребывания в Москве, участники конгресса должны были совершить ряд экскурсий по России под руководством разных профессоров — Шлиппе поехал в составе экскурсии под руководством Ф. Н. Чернышёва: по Волге на Урал, в Донецкий бассейн и на Кавказ.

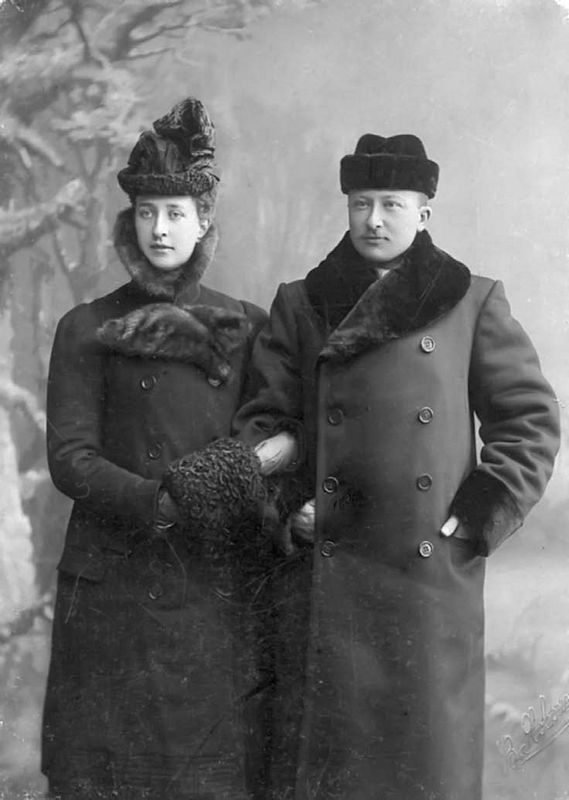
Е. П. Шванебах и Ф. В. Шлиппе после помолвки. 1901 год

В 1899 году Ф. В. Шлиппе получил временное свидетельство об окончании сельскохозяйственного института. В этом же году, на свадьбе брата познакомился с двоюродной сестрой невесты, Елизаветой Петровной Шванебах, — своей будущей женой. Венчание состоялось 24 апреля 1901 года в лютеранской церкви Св. Екатерины в Санкт-Петербурге. 
В качестве подарка на свадьбу Ф. В. Шлиппе получил от родителей имение Быкасово (современное название — Бекасово), расположенное в Верейском уезде Московской губернии рядом с линией Московско-Киево-Воронежской железной дороги .
В 1903 году был избран гласным Верейского уездного земства и почётным мировым судьёй по Верейскому уезду. В этом же году, 31 мая, у Шлипе родился первый сын, Борис, а через год, 14 августа 1904 года, — второй сын Пётр. Третий сын — Алексей (31.8.1915 — 22.7.1988), живописец, жил с семьёй в эмиграции.
После покупки, находившейся рядом с железной дорогой лесной пустоши Алымовка, которая принадлежала Бахметеву, при содействии князя М. П. Хилкова — министра путей сообщений — Шлиппе получил у Правления железной дороги разрешение на постройку полустанка, который был назван по имени соседнего женского монастыря «Зосимова Пустынь». В своём имении организовал опытную семенную станцию, которая была передана Министерству земледелия и находилась в ведении Департамента земледелия. Научное руководство осуществлял профессор Василий Робертович Вильямс, заведовал станцией Пётр Павлович Зворыкин. Для практических работ сюда группами приезжали студенты сельскохозяйственного института.
В ноябре 1904 года Ф. В. Шлиппе сопровождал на Дальний Восток вагоны с врачебным персоналом и имуществом германского отряда Красного Креста. В Харбине был назначен заведовать госпиталями.
В 1906 году кратковременно работал в московском отделении Дворянского и Крестьянского банка, поскольку был избран председателем Верейской уездной земской управы. Спустя шесть месяцев назначен инспектором сельского хозяйства Московской губернии. Инспектору сельского хозяйства поручалось создать уездные землеустроительные комиссии — местные органы по проведению столыпинской аграрной реформы, подбирать персонал и налаживать осуществление закона о ликвидации общины и создании единоличных крестьянских хозяйств. Новая должность требовала пребывания в Москве и Шлиппе наняли большую квартиру в особняке на Спиридоновке, дом № 12. Для подготовительных работ по составлению законопроекта о землеустройстве он был вызван в Санкт-Петербург. По долгу службы Шлиппе побывал во многих имениях Московской губернии; особо он выделял: Поречье графа Ф. А. Уварова в Можайском уезде и Лотошино князя С. Б. Мещерского в Волоколамском уезде; а также новые типы хозяйств: имения Р. А. Лемана близ станции Немчиновка (Ново-Ивановское) и Н. Ф. Беляева возле станции Катуаровка по Московско-Киевско-Воронежской железной дороги.
С 1912 года занимал должность вице-директора департамента министерства земледелия Российской империи.
В 1913—1915 годах служил выборным председателем Московской губернской земской управы. 
В 1914 году избран товарищем главноуполномоченного Всероссийского земского союза. В 1916—1917 годах — член комитета великой княгини Елизаветы Фёдоровны по оказанию благотворительной помощи семьям лиц, призванных на войну. Состоял членом правления Кузнецовского акционерного общества.
После захвата власти большевиками выехал на юг России. Вошёл в Совет государственного объединения России.

### Жизнь в эмиграции
В 1920 году эмигрировал в Лондон; с 1920 года жил в Берлине и его пригородах.
Заработок получал «комиссионной работой» в банке. В ноябре 1920 года вошёл в Германии в правление Великорусского национального комитета, председательствовал на собраниях Комитета помощи русским гражданам. В 1920—1921 годах председательствовал: в Комитете по делам о русских беженцах, на учредительном собрании Союза российских торгово-промышленных деятелей в Германии; в Комитете помощи Петроградскому населению. Сотрудничал с Российским монархическим объединением в Германии, стал инициатором создания Комитета для помощи населению освободившихся от большевиков областей России. В 1921 году член наблюдательного совета кооператива «Русская колония» в Берлине, постоянного совета Российского монархического совета, Совета общественных организаций, Берлинского общественного комитета помощи голодающим в России.
Со времени основания 1 мая 1921 года по 1925 год председатель Российского Земско-городского комитета в Германии. С 1921 г. активно сотрудничал в берлинском Союзе русских торгово-промышленных и финансовых деятелей, председательствовал на его заседаниях по 1924, член комитета этой организации. В апреле 1921 года председательствовал при создании Совета берлинских русских благотворительных и общественных организаций. В июне 1921 председательствовал в Берлине в Совете по делам Красного Креста, в Совете при особоуполномоченном российского общества Красного Креста. Руководил в Берлине работой Русского комитета Красного Креста, особоуполномоченный Российского общества Красного Креста в Германии и в лагерях для русских беженцев в Германии, смещён с поста председателя данной организации 26 апреля 1938 года. 1 декабря 1922 г. (при основании) вошёл в финансовый комитет Русского научного института в Берлине. В 1924 года член временного правления Русского сельскохозяйственного общества в Германии. Со времени основания в феврале 1924 член Общественного комитета по сбору в казну великого князя Николая Николаевича. В 1924 член, в 1925 член правления Комитета помощи нуждающимся студентам при Русском академическом союзе в Германии. В мае 1925 кооптирован в члены постоянного русского третейского суда в Берлине. 11 июня 1925 года вошёл в Берлине в комитет Союза русских торгово-промышленных и финансовых деятелей.
В 1927 году был посвящён в масонство в русской берлинской ложе «Великий свет Севера», впоследствии занимал должность помощника 2-го надзирателя ложи вплоть до запрета деятельности лож в Германии Вышел из ложи 20 марта 1933 года.
С 1929 года сотрудничал в Берлине с Русско-немецким школьным обществом, председательствовал на его заседаниях в 1930.
1 июля 1932 года избран в совет Эмигрантского комитета в Берлине. В 1932 заместитель председателя совещательного эмигрантского комитета в Берлине. В его доме в Далевице (около Дабендорфа) происходили встречи генерала Власова с генералами П. Н. Красновым, А. А. фон Лампе и др. видными деятелями первой волны русской эмиграции.